# 2,4,6-三甲基吡啶
2,4,6-三甲基吡啶是一种有机化合物，化学式为C8H11N。

## 制备
2,4,6-三甲基吡啶可由丙酮和氨在催化剂的存在下于300°C反应得到。丙炔和乙腈在CpZr(dmpe)2Cl和乙醚中，也能得到2,4,6-三甲基吡啶。